# Адам Ковачик
Адам Ковачик (угор. Ádám Kovácsik, нар. 4 квітня 1991, Будапешт) — угорський футболіст, воротар клубу «Пакш». Виступав також за низку угорських і закордонних клубів, та національній збірній Угорщини. Чемпіон Угорщини, дворазовий володар Кубка Угорщини.

## Клубна кар'єра
Адам Ковачик народився 1991 року в Будапешті. Спочатку займався в юнацьких командах футбольних клубів «Гонвед» і «Ференцварош», а в 2007 році перейшов до юнацької команди італійського клубу «Реджина». У 2010 році угорського воротаря перевели до основної команди «Реджини», проте він не відразу став основним голкіпером, і з 2012 до 2014 року Ковачик грав у оренді в італійських командах «Фоліньйо», «Павія» та «Карпі». У 2014 році угорець повернувся з оренди, і в сезоні 2014—2015 років став основним воротарем «Реджини».
У 2015 році Ковачик повернувся на батьківщину до клубу «Відеотон», пізніше перейменованого на «Фегервар». У складі клубу з Секешфегервара воротар грав до 2022 року, та став у його складі в сезоні 2017—2018 років чемпіоном Угорщини, а в сезоні 2018—2019 років володарем Кубка Угорщини.
Протягом 2022—2023 років Адам Ковачик грав у оренді в клубі «Дьєр», а в 2023—2024 роках грав на умовах постійного контракту в клубі «Мезйокйовешд».
З 2024 року Ковачик грає у складі клубу «Пакш». У складі команди в сезоні 2024—2025 років футболіст удруге в кар'єрі став володарем Кубка Угорщини.

## Виступи за збірні
У 2007 році Адам Ковачик дебютував у складі юнацької збірної Угорщини, загалом на юнацькому рівні взяв участь у 12 іграх, пропустивши 2 голи.
У 2017 році Ковачик зіграв свій єдиний матч у складі національної збірної Угорщини.

## Титули і досягнення
- Чемпіон Угорщини (1):

«Відеотон»: 2017–2018
- Володар Кубка Угорщини (2):

«Відеотон»: 2018–2019
«Пакш»: 2024–2025